# Malchinguí
Malchinguí es una de las cinco parroquias del cantón Pedro Moncayo, provincia de Pichincha, Ecuador.

## Localización
Está ubicado a 50 km de Quito, (una hora aproximadamente en auto). Por la parte baja de su espacio físico atraviesa la línea equinoccial. Su clima va desde el cálido seco en las playas del río Pisque (parque Jerusalén) a unos 1800 m s. n. m.,  hasta los fríos páramos andinos a 4600 m s. n. m., por lo que los científicos alemanes que realizaron estudios antropológicos en los años cuarenta del siglo pasado, ubicaron al pueblo dentro de una zona de micro verticalidad climática, que propicia el cultivo de frutas y granos de clima cálido como chirimoyas, sandías y pitajayas, hasta habas y mortiños en las partes frías, pasando por el maíz, papas, ocas, lentejas, fréjol, tunas, moras, uvillas, etc.

## Historia
En tiempos preincaicos formó parte de lo que hoy denominamos la cultura Quitu-Kara, siendo junto a Perucho, los pueblos más desarrollados y con mayor densidad demográfica, contando con vestigios arquitectónicos de dicho período similares a los de Cochasquí (centro ceremonial de la cultura Quitu-Kara). Junto a los demás poblados confederados de la zona septentrional del actual Ecuador, los pobladores de Malchinguí combatieron al inca Túpac Yupanqui durante varios años (décadas según algunos historiadores) en la zona de los ríos Pisque y Guayllabamba, resistencia que terminó en la Batalla de Yahuarcocha, donde la pericia bélica de los cusqueños se impuso a los locales, culminando con la expansión del Tahuantinsuyo.

## Economía
La principal actividad económica es la agricultura de hortalizas y legumbres. También destaca la actividad florícola. Malchinguí se encuentra en la zona del proyecto de riego Cayambe-Pedro Moncayo, inaugurado en octubre de 2020, que abastece no sin varias dificultades también a las parroquias Tupigachi, La Esperanza, Tocachi y Tabacundo en Pedro Moncayo, y a las parroquias de Olmedo y Ayora en Cayambe.

## Turismo
El pueblo cuenta con varios lugares para visitar, sobre todo los miradores del Paligal, el Campanario, las lagunas del Mojanda, el parque recreacional y protector Jerusalén y el bosque primario andino Cerro del Pueblo. A escasos minutos se encuentra el Parque Arqueológico y de Investigación Científica Cochasquí.
Para llegar se toma la Panamericana hasta el puente del río Pisque y se toma la vía hacia la izquierda siguiendo la señalización y en el primer partidero a la derecha empezarán a ver el paisaje característico de Jerusalén y otros atractivos.
Las celebraciones se distribuyen durante el año, con el Carnaval, Semana Santa, San Pedro, Santiago, Virgen del Rosario y Navidad, siendo las más importantes las fiestas de San Pedro y San Pablo, que se festejan en el mes de junio.
Artistas importantes de la parroquia de Malchinguí: 
Banda de música Virgen del Rosario  (Música)
Martha Espinoza (Música)
Enrique Nicolalde (música)
Gonzalo Baraja (Pintura)
Rodrigo Navarrete (Artes plásticas)